# Droit des étrangers
Le droit des étrangers est la branche du droit qui étudie la situation juridique des personnes dans un État dont elles ne sont pas ressortissantes, c'est-à-dire dont elles n'ont pas la nationalité. Il fait donc appel au droit de la nationalité (Qui est étranger ?) et au droit international privé (accords entre les États).
Il faut signaler les cas particuliers des plurinationaux et des apatrides. Les plurinationaux (binationaux par exemple) dont les droits et obligations sont ceux des États dont ils ont la nationalité. Les conflits de loi étant réglés par un accord entre États. Les apatrides, eux n'ont aucun droit national, leur cas est donc réglé par un droit spécifique.